# Astragalus jagnobicus
Astragalus jagnobicus är en ärtväxtart som beskrevs av Vladimir Ippolitovich Lipsky. Astragalus jagnobicus ingår i släktet vedlar, och familjen ärtväxter. Inga underarter finns listade i Catalogue of Life.